# Plunketts Creek Bridge No. 3
Die Plunketts Creek Bridge No. 3 war eine natursteingemauerte Bogenbrücke über den Plunketts Creek in der Plunketts Creek Township im Lycoming County, Pennsylvania. Sie wurde irgendwann zwischen 1840 und 1875 erbaut – vermutlich näher zu 1840 hin –, als die Straße entlang des Creeks zwischen den uninkorporiertem Ortschaften Barbours und Proctor gebaut wurde. Von der Mündung des Gewässers stromaufwärts gesehen war die Brücke die dritte Möglichkeit, den Fluss zu überqueren, was ihr den Namen gab.
Die Brücke war 13,4 m lang und 5,7 m breit, wobei die Fahrbahn eine Breite von 4,65 m hatte. 1988 wurde das Bauwerk in das the National Register of Historic Places (NRHP) eingetragen. Ein Rekordhochwasser beschädigte das Bauwerk am 21. Januar 1996, sodass es im darauffolgenden März abgebrochen wurde. Der Historic American Engineering Record stammt aus demselben Jahr, erfolgte aber erst nach dem Abriss. Aus dem NRHP wurde das Bauwerk am 22. Juli 2002 gestrichen. Das Bauwerk galt als bedeutend, weil es damals ein intaktes Beispiel der Steinbogenbrückenbauweise seiner Zeit darstellte.

## Geschichte

### Frühe Besiedlung und Namensherkunft
Der Plunketts Creek ist ein Fließgewässer im Einzugsgebiet des West Branch Susquehanna Rivers. Die frühesten bekannten Bewohner der Gegen gehörten den Susquehannocks an. Ihre Zahl wurde durch Seuchen und diverse Kriege mit den fünf Nationen der Irokesen deutlich dezimiert und um 1675 waren sie entweder ausgestorben, abgewandert oder in anderen Stämmen aufgegangen. Danach war das Land im Tal des West Branch Susquehanna Rivers unter der Kontrolle der Irokesen. Die Irokesen ermunterten vertriebene Indianerstämme wie die Lenape und Shawnee dazu, sich auf dem von den Susquehannock verlassenen Land niederzulassen. Während des Franzosen- und Indianerkrieges von 1754–1763 wanderten viele der Indianer Nordamerikas weiter nach Westen bis ins Tal des Ohio Rivers. Am 5. November 1768 erwarb das Königreich Großbritannien mit dem Vertrag von Fort Stanwix das Gebiet von den Irokesen. Dazu gehörte auch die Gegend um den Plunketts Creek. Die ersten Kolonisten ließen sich zwischen 1770 und 1776 nieder.
Plunketts Creek hat seinen Namen nach Oberst William Plunkett, einem Arzt und der erste vorsitzende Richter des Northumberland Countys, nachdem es 1772 gebildet wurde. Während der Konflikte mit den Indianern hatte er verwundete Siedler behandelt und die Indianer bekämpft. Plunkett führte eine pennsylvanische Truppe im Pennamite-Yankee-Krieg an, um Siedler aus Connecticut zu vertreiben, die sich auf Land niederließen, auf das auch Pennsylvania Anspruch erhob. Für seine Dienste, erhielt Plunkett am 14. November 1776 sechs größere Flächen Land, insgesamt 1978 Acre (8 km²). Plunketts Ländereien umfassten das Mündungsdelta des Flusses, sodass der Fluss nach ihm den Namen Plunketts Creek erhielt.
Während des Unabhängigkeitskrieges unterstützte Plunkett die Revolution nicht aktiv und deswegen wurde angenommen, dass er mit dem Britischen Empire sympathisierte. Er starb 1791 im Alter von etwa 100 Jahren und wurde in Northumberland begraben, ohne dass ein Grabstein aufgestellt wurde.
Das Lycoming County wurde 1795 aus dem Northumberland County herausgelöst. Als 1838 die Plunketts Creek Township gebildet wurde, wurde zunächst „Plunkett Township“ vorgeschlagen, aber Verdächtigung Plunketts wegen seiner pro-britischen Sympathien führten dazu, dass der Vorschlag abgelehnt wurde. Die Benennung der Township nach dem Fluss war ein akzeptabler Kompromiss.

### Dörfer und Straße
1832 erbaute John Barbour eine Sägemühle am Loyalsock Creek in der Nähe des Plunketts Creeks. Diese entwickelte sich später zu Barbours Mills, was heute als Barbours bekannt ist. Im 19. Jahrhundert gab es in dem Ort einen Hufschmied, ein Hotel, ein Postamt und einen Laden. 1840 wurde eine Straße in nördlicher Richtung gebaut, die den Plunketts Creek an mehreren Stellen überquert. Dies ist das frühest mögliche Datum für den Bau der Brücke, die noch existierenden Straßenbauunterlagen des Countys nennen aber keine Brücken oder Furten. Die Straße wurde vor allem durch die Holzfäller und für den Kohleabbau benutzt. Beide Industriezweige waren während des 19. und frühen 20. Jahrhunderts in der Township tätig. (Die Brücke befand sich am Ausgang des Bergwerks Hollow.) Die Flüsse und Bäche in der Township lieferten 1861 den Antrieb durch Wasserkraft für 14 Mühlen; 1876 existieren in der Township 19 Sägemühlen, ein Sägewerk für Dachschindeln, eine Fabrik für Wollverarbeitung und eine Gerberei.
1868 entstand das Village Proctorville – das heutige Proctor – als Werkssiedlung für Thomas E. Proctor's Gerberei. Dieser Ort befindet sich etwa 2700 m nördlich von Barbours am Plunketts Creek. Beim Gerbprozess wurde die Rinde von Kanadische Hemlocktannen verwendet und Proctor befand sich einst inmitten ausgedehnter Baumbestände dieser Art. In der Gerberei wurden zu Löhnen zwischen 50 Cent und 1,75 US-Dollar am Tag „mehrere hundert“ Arbeiter beschäftigt, die in insgesamt einhundertzwanzig dem Unternehmen gehörenden Häusern lebten, für die sie zwei US-Dollar Miete im Monat bezahlen mussten. 1892 existierte in Proctor ein Rasierladen, zwei Hufschmiede, ein Rauchwarenhändler, ein Lederwarenladen, ein Zeitungsstand, ein 1885 gegründetes Postamt, eine Schule mit zwei Klassenräumen, zwei Läden und eine Kutschenwerkstatt.
Die Straße zwischen Barbours und Proctor überquert den Plunketts Creek viermal, und die vier Brücken sind der Reihenfolge nach von Barbours ausgehend nummeriert. Karten weisen darauf hin, dass die Brücke recht zeitnah zum Jahr 1840 erbaut wurde, der erste Nachweis ihrer Existenz ist die Landvermessung von 1875, die angefertigt wurde, um die Straße zwischen der zweiten und der dritten Brücke zu verlegen. Die erste Brücke über den Creek wurde 1880 durch eine überdachte Brücke ersetzt und die zweite wurde 1886 ersetzt. In dem Jahr wurde der Straßenverlauf zwischen der zweiten und der dritten Brücke erneut geändert und erhielt seine frühere Lage auf dem westlichen Ufer des Baches.

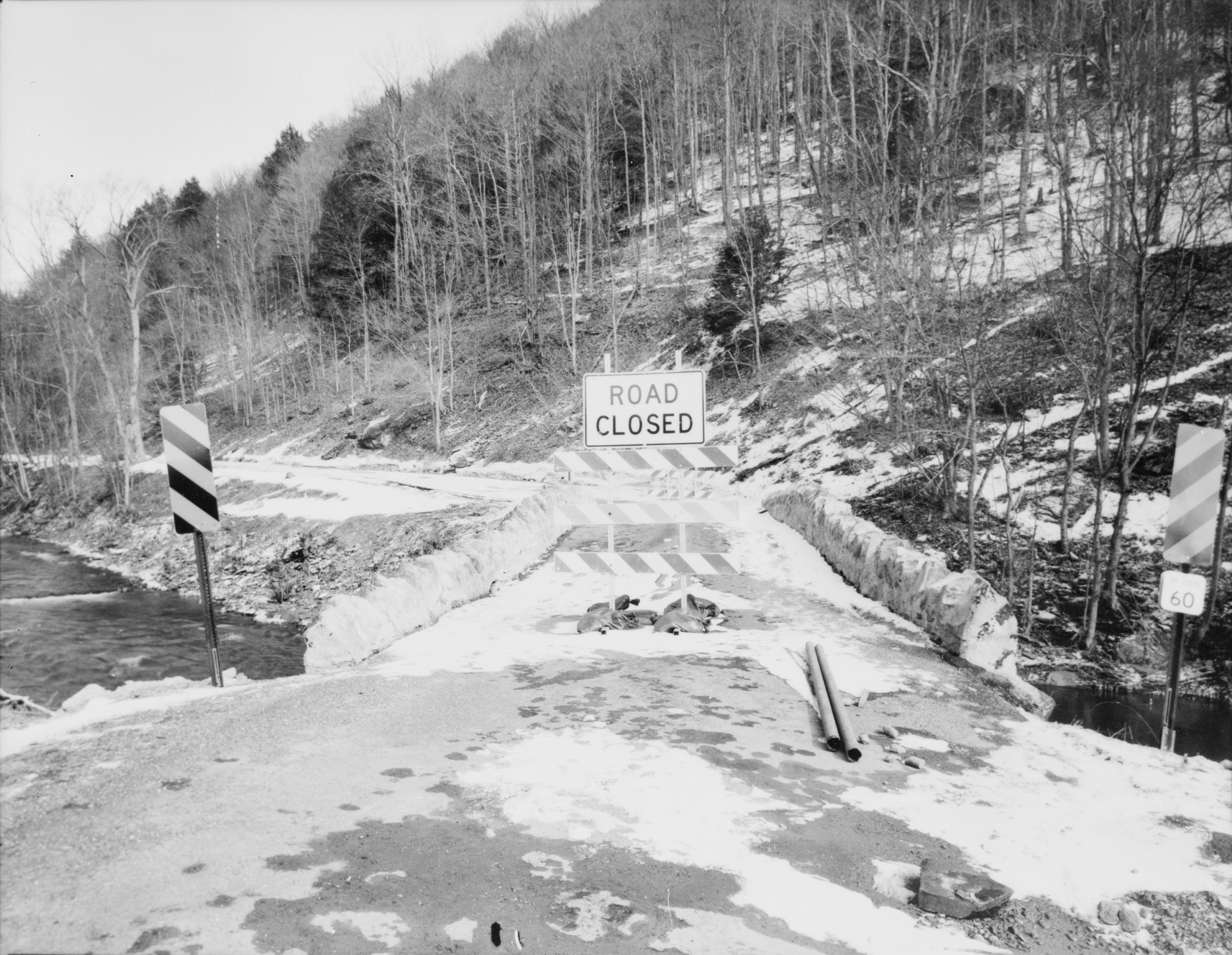
Blick über die Brücke nach Nordosten auf die State Game Lands No. 134 (Aufnahme von Januar 1996, als die Brücke bereits durch die Flut beschädigt war).

Die Baumrinde, die zum Gerben benötigt wurde, holte man sowohl im Sommer als auch im Winter aus bis zu 13 km Entfernung herbei, wobei Karren und Schlitten verwendet wurden. Die Häute, aus denen das Leder gefertigt wurde, kamen aus den gesamten Vereinigten Staaten, aber auch von Mexiko, Argentinien oder China. Das verarbeitete Leder wurde durch Pferdekutschen nach Little Bear Creek gebracht, wo man unbearbeitete Häute und andere Materialien übernahm, die aus Montoursville dorthin verschickt wurden. Der Boom der Holzfällerei endete am Plunketts Creek, als der Urwald abgeholzt war. 1898 waren auch die Baumbestände erschöpft, deren Rinde zum Gerben verwendet wurde und die Gerberei wurde geschlossen und abgebaut. Die Holzfällerei bestand noch einige Jahre, aber die letzten Baumstämme wurden 1905 den Plunketts Creek hinab geflößt.
1918 beschädigte ein Hochwasser die Straße auf einer Länge von etwa dreißig Metern beiderseits der Brücke, die selbst auch in Mitleidenschaft gezogen wurde. Die notwendigen Instandsetzungsarbeiten wurden durchgeführt. Der Commonwealth of Pennsylvania verabschiedete 1931 ein Gesetz, mit dem die Kosten für die Instandhaltung von Straßen und Brücken von den Gemeinden durch den Staat übernommen wurde. Ab 1932 wurden diese Kosten also nicht mehr durch die Plunketts Creek Township und das Lycoming County aufgebracht, die bis dahin das Bauwerk unterhalten hatten.
Nach dem Wegfall von Holzfällerei und Gerberei ging die Einwohnerzahl von Proctor und Barbours zurück, das Portamt von Barbours schloss in den 1930er Jahren, das in Proctor folgte am 1. Juli 1953. In beiden Dörfern wurden die Schulen geschlossen und die meisten Gewerbebetriebe stellten ihre Tätigkeit ein. Proctor feierte 1968 das einhundertjähriges Bestehen und ein Zeitungsartikel aus dem Jahr 1970 bezeichnete den Ort als „nahezu verlassene alte Gerbereistadt“. In den 1980er Jahren schloss der letzte Laden in Barbours und das ehemalige Hotel wurde abgerissen, um einem Brückenneubau über den Loyalsock Creek Platz zu machen.
Sekundärwald ist auf dem größten Teil der ehemals kahl geschlagenen Flächen nachgewachsen. Pennsylvanias Gesetzgebung ermöglichte 1919 den Ankauf von aufgelassenem und abgeholztem Land als Pennsylvania State Game Lands und die Game Commission erwarb das Eigentum entlang dem Plunketts Creek als State Game Lands Number 134 zwischen 1937 und 1945 und gründete 1945 auf diesem Gelände eine Farm zur Aufzucht von wilden Truthühnern. Diese wurde 1981 auf die Zucht von Fasanen umgestellt. Sie war 2007 eine von vier Farmen in Pennsylvania, die zusammen jährlich rund 200.000 Fasane auf Land freilassen, das zur öffentlichen Jagd bestimmt ist. Das Haupttor des Betriebes befindet sich direkt nördlich der ehemaligen Brücke.

### Hochwasser und Abriss des Bauwerks

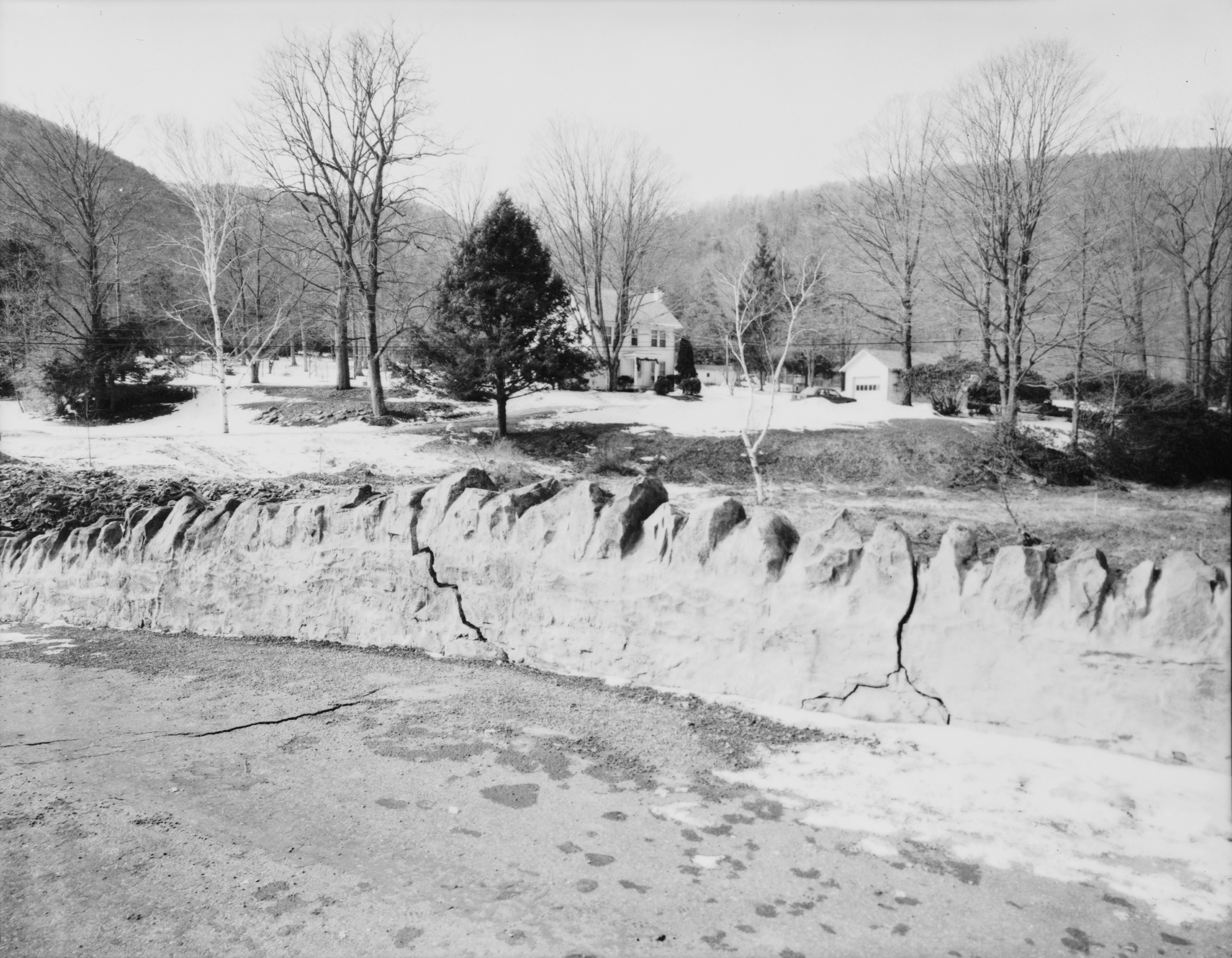
Risse in den Brüstungen und dem Straßenbett der Brücke nach dem Hochwasser vom Januar 1996.

Im Januar 1996 wurde der Bundesstaat Pennsylvania durch starke Hochwasser heimgesucht. Ein Blizzard hatte am 6. Januar bis zu 100 cm Neuschnee gebracht, vom 19. bis zum 21. Januar folgten darauf Regenfälle von 75 mm mit Temperaturen von 62 °F (rund 16,5 °C). Der starke Regen und die massiv einsetzende Schneeschmelze verursachte in Pennsylvania weit verbreitetes Hochwasser und an vielen Wasserläufen wurde die Situation durch Eisbarrieren noch verschlimmert. An anderer Stelle im Lycoming County hat das Hochwasser am Lycoming Creek in und bei Williamsport sechs Personen getötet und Schäden in Millionenhöhe verursacht. Durch den Eisgang am Plunketts Creek wurde die Steinbogenbrücke aus der Mitte des 19. Jahrhunderts so stark beschädigt, dass sie hinterher abgerissen werden musste.